# 고정순
고정순(高正淳, 1905년 10월 19일 ~ ?)은 일제강점기의 경찰로, 본적은 평안북도 구성군 동산면이다.

## 생애
1926년 6월 30일 조선총독부 평안북도 도순사로 임명되었으며 1926년 10월 30일부터 1933년 6월 7일까지 평안북도 강계경찰서에서 순사로 근무했다. 1926년 6월 30일부터 10월 30일까지 순사교습소 교습생을 지냈고 1926년 11월 6일부터 1933년 6월 7일까지 평안북도 강계경찰서에서 국경 경비 업무를 맡았다.
평안북도 강계군 간북면 간북경찰관주재소(1927년 1월 10일)와 강계군 종남면 종남경찰관주재소(1928년 7월 30일), 강계군 공북면 공북경찰관주재소(1932년 5월 23일)에서 근무했다. 1932년 7월 11일부터 9월 30일까지 평안북도 후창경찰서로 파견되어 국경 경비 업무를 맡았고 항일 무장 세력과 교전을 벌였다. 1933년 6월 7일 순사에서 퇴직했고 1934년 3월 1일 만주국 정부로부터 건국공로장을 받았다.
1934년 4월 29일 일본 정부로부터 만주 사변 종군기장과 훈8등 욱일장을 받았으며 1935년 7월 25일 만주사변에 협력한 공로를 인정받아 일본 정부로부터 훈공(勳功) 을을 받았다. 1937년 조선총독부로부터 광업권을 받은 뒤부터 평안북도 강계군에서 광업에 종사했다. 친일반민족행위진상규명위원회가 발표한 친일반민족행위 705인 명단에 포함되었다.

## 참고자료
- 친일반민족행위진상규명위원회 (2009). 〈고정순〉. 《친일반민족행위진상규명 보고서 Ⅳ-1》. 서울. 390~400쪽.